# Drage (Elba)
Drage település Németországban, azon belül Alsó-Szászország tartományban. Lakosainak száma 4352 fő (2023. december 31.). Drage Marschacht és Winsen községekkel határos.

## Népesség
A település népességének változása:
| Lakosok száma | 4205 | 4159 | 4223 | 4243 | 4237 | 4306 | 4352 |
|               | 2015 | 2016 | 2017 | 2019 | 2021 | 2022 | 2023 |